# Октавіо Пас
Окта́віо Пас (ісп. Octavio Paz; 31 березня 1914, Мехіко — 19 квітня 1998, Мехіко) — мексиканський поет, есеїст-культуролог, перекладач, політичний публіцист, лауреат Нобелівської премії з літератури (1990).

## Біографія
Батько був відомим адвокатом, журналістом, політичним діячем соціалістичних поглядів. Усупереч традиціям сім'ї, Пас відмовився від університетської освіти. Дебютував книжкою віршів «Дикий місяць» (1933), брав участь в антифашистському письменницькому конгресі в Валенсії (1937), був на фронтах громадянської війни в Іспанії. Опублікував збірку віршів «Вони не пройдуть!» (1936), був близький до французьких сюрреалістів. У 1944–1945 жив у США, згодом — на дипломатичній службі у Франції та Індії, викладав у Європі та Америці. З кінця 1940-х порвав з лівими силами, опублікував в Аргентині матеріали про сталінські табори, що йому закидалося з боку комуністичної і ліворадикальної преси (в тому числі — Жана-Поля Сартра) . Світову популярність здобула перша книга його прози — збірка есе про національну історію та Мексиканський характер «Лабіринт самотності» (1950).

## Творчість
Вірші Паса позначені сюрреалістичної образністю, духом словесного експерименту, синтезом архаїки Сходу та Латинської Америки з новітніми культурними традиціями. Найяскравіші вірші увійшли до книги вибраного «Вогонь наш насущний» (1989), що склала 11 і 12-й томи зборів його творів. Автор монографій про мексиканську поетесу Хуані де ла Крус, про Клода Леві-Строса, Марселя Дюшана. Перекладав вірші Басьо, Фернандо Пессоа, Гійома Аполлінера, Вільяма Карлоса Вільямса, поетів Швеції та ін. Видавав часописи «Тальер», «Плураль», з 1976 року й до кінця життя очолював часопис «Вуельта» («Поворот»).

## Визнання
Октавіо Пас — член Мексиканської академії мови, почесний член Американської академії мистецтва та літератури, почесний доктор ряду американських та європейських університетів, лауреат Національної літературної премії (1977 року), Єрусалимської премії (1977), іспанської премії «Мігель де Сервантес» (1981), Нейштадтской премії університету Оклахома (1982), міжнародної премії Альфонсо Рейеса (1986), премії Британської енциклопедії та Алексіса де Токвіля (обидві 1988), Нобелівської премії з літератури (1990), інших національних та міжнародних премій. У Мексиці створено Фонд Октавіо Паса, заснована премія його імені за критику та есеїстику.

## Твори

### Поезія
- Luna silvestre(1933)
- No pasaran!(1937)
- Libertad bajo palabra (1949)
- Piedra de sol(1957)
- Salamandra(1962)
- Ladera este(1969)
- Pasado en claro(1975)
- Arbol adentro(1987)
- El fuego de cada dia (1989, вибране автором)

### Есе й інтерв'ю
- El laberinto de la soledad (1950)
- El arco y la lira (1956)
- Las peras del olmo (1957)
- Cuadrivio (1965)
- Puertas al campo (1966)
- Corriente alterna (1967)
- Traducción, literatura y literalidad (1971)
- El signo y el garabato (1973)
- El mono gramatico (1974)
- El ogro filantropico(1979)
- In/Mediaciones (1979)
- Sor Juana o Las trampas de la fe (1983, монографія про поетесу мексиканського бароко)
- Pasion critica: Conversaciones con O.Paz (1983)
- Hombres en su siglo (1984)
- La otra voz: Poesia y fin del siglo (1990)
- Convergencias (1991)
- Itinerario(1993, автобіографія)
- La llama doble. Amor y erotismo (1993)
- Vislumbres de la India(1995)
- Estrella de tres puntos. Andre Breton y el surrealismo(1996)

### Повне зібрання творів
- Mexico en la obra de Octavio Paz. T.1-6. México: Fondo de Cultura Económica, 1990
- Obras completas. T.1-15. México: Letras Mexicanas, 1994—2003.

## Переклади українською
Поезії Октавіо Паса українською перекладали П.Марусик, Р. Осадчук, Ю. Покальчук, Ю. Яренко, Сергій Борщевський (збірка есеїстики «Лабіринт самотності») та інші.
- Октавіо Пас // Антологія зарубіжної поезії другої половини XIX — ХХ сторіччя (укладач Д.С.Наливайко).— К.: «Навчальна книга», 2002.
- Октавіо Пас. Внутрішня зірка, поезії. З іспанської переклав Роман Осадчук / Кур'єр Кривбасу, жовтень 2000, с. 138—149.
- Октавіо Пас. Лабіринт самотності. З іспанської переклав Сергій Борщевський. — Львів: «Видавництво Кальварія», 2014. — 216 с.